# 字門
字門，又稱八法拳，江西拳術，為中國武術流派之一，是江西非物質文化遺產。

## 源流
关于字门拳的起源，有多种说法。相传是前人依据鹰蛇格斗而创编的，但在宋朝時已經有字門拳譜傳世，主要盛行於江西、四川等地。

## 介紹
字门拳尚巧小阴柔，重为筋劲之功，取“残、推、援、夺、牵、捺、逼、吸”八个字为练功要诀，每个字代表着一定含义，因此，该拳被命名为“字门拳”。后人还在这八个字的基础上，又添加了“贴、窜、圈、插、抛、托、擦、撒、吞、吐”十个字。
強調所重者筋勁之功。 若筋不拔則弛放痿拿，筋勁合健則伸縮不滯。筋勁之功既備，當識虛實之道，要之，動則虛，靜則實；勞則虛，逸則實；偏則虛，正則實。知彼有力用力，無力用智，以吾內實緊動之軀，敵其剛猛之來勢，此知其虛實之藝也。虛實之道既明，再按各字之手法，時時演習。

## 套路
徒手套路有字門拳、八捶拳、九捶、劈山拳、四門拳、四手拳、十二神手等，器械套路有六合齊眉棍、鳳凰雙刀等。

## 來源
1. 1 2  .   [2022-12-26]. （原始内容存档于2022-12-26）.
2. 1 2  .   [2022-12-26]. （原始内容存档于2022-12-26）.
3. ↑  毛銀坤《四川武術大全》